# 레이오스포로케로스 둣시
레이오스포로케로스 둣시는 뿔이끼류 속의 하나인 레이오스포로케로스속(Leiosporoceros)의 유일종이다. "유전학 및 형태학적으로 다른 뿔이끼류 계통과 구별"되기 때문에 별도의 과, 목, 강으로 분류한다. 유전학적 데이터를 토대로 한 분기학적 분석은 이 식물의 위치를 뿔이끼류 분기군의 가장 기저부에 놓는다.